# NGC 1177
NGC 1177 é uma galáxia espiral (S) localizada na direcção da constelação de Perseus. Possui uma declinação de +42° 21' 46" e uma ascensão recta de 3 horas, 04 minutos e 37,2 segundos.
A galáxia NGC 1177 foi descoberta em 29 de Novembro de 1874 por Lawrence Parsons.